# Joscho Stephan
Pour les articles homonymes, voir Stephan.
 (décembre 2018).
Joscho Stephan est un guitariste de jazz manouche, né à Mönchengladbach, en Allemagne, le 23 juin 1979 . 

## Les débuts
C'est son père, Günter Stephan, qui l'initie à la guitare et lui apprend les premiers accords dès l'âge de six ans.
Enfant, il s'intéresse au rock (Santana, Gary Moore...) et s'inscrit à une école de guitare classique. À quinze ans il découvre la musique de Django Reinhardt et s'entraîne dès lors pendant deux années à apprendre ce style et acquiert une technique efficace. Il forme un quatuor de musique swing tzigane avec son père Günter Stephan (rythmique guitare), Max Schaaf ou Ralf Jäger à la basse, le violoniste Sören Leyers (qui joue avec Otto Rosenberg et Danny Weiss) ou Peter Schmutter à la harpe.

## Parcours

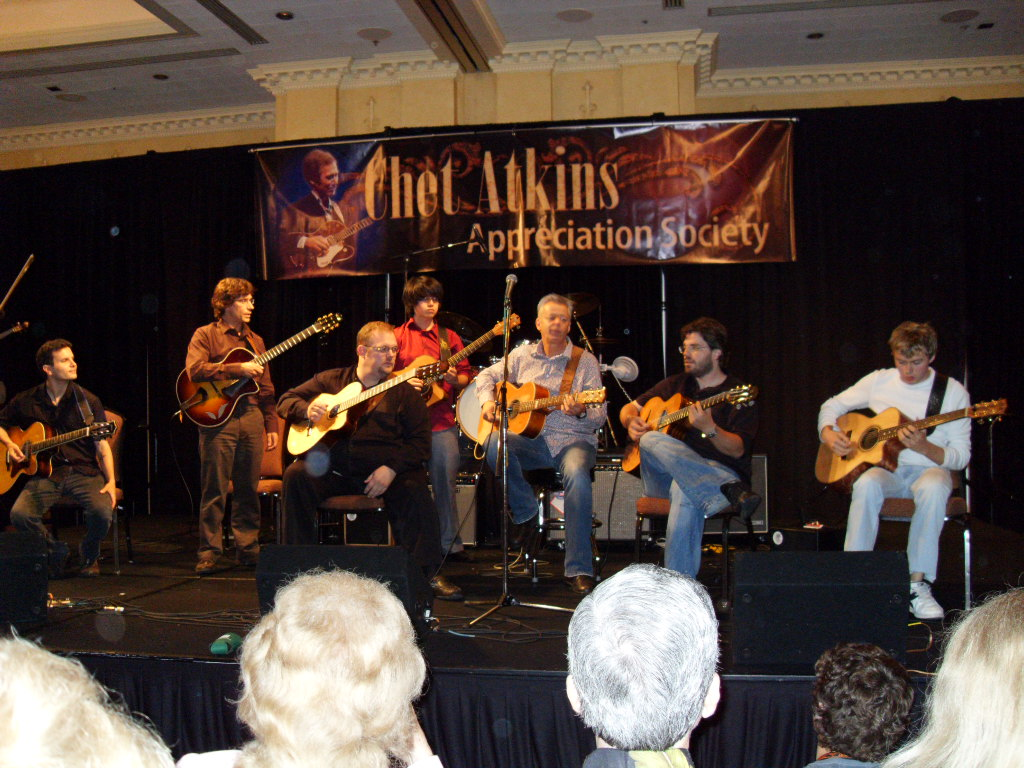
Joscho Stephan invité du CAAS 2009, Nashville TN (N.N., Frank Vignola, Richard Smith, Bryan Browne, Tommy Emmanuel, Joscho Stephan, Joe Robinson.

En 1997, Joscho Stephan apparaît d'abord comme un nouveau venu au Festival Django Reinhardt Memorial à Augsbourg. Deux ans plus tard, il réussit à exprimer ses débuts officiels de guitariste swing manouche en participant à l'enregistrement d'un album du guitariste Peter Finger. L'album, en raison de la technique dont il y fait preuve alors qu'il est à peine âgé de 19 ans, captive l'attention internationale. Grâce à ce disque, il est élu guitariste du mois en juillet 2000. Il est qualifié comme représentant l'avenir de la guitare jazz manouche.
Joscho Stephan est régulièrement en tournées internationales avec son propre ensemble (dans la distribution en trio, quartet ou quintet. Son père, Günter Stephan à la pompe). D'autres membres de son ensemble ont de solides références : Sebastian Reimann (violon), Max Schaaf (contrebasse),  Johannes Zink et Sven Jungbeck (guitares rythmiques). Joscho Stephan se produit dans de nombreux festivals de jazz. Il acquiert du groove et de l'expérience dans ses contacts avec des virtuoses comme les guitaristes de fingerstyle de renom international Tommy Emmanuel, Frank Vignola ou encore Richard Smith et des musiciens comme le clarinettiste et saxophoniste cubain Paquito D'Rivera, les saxophonistes James Carter et Charlie Mariano, le batteur et chanteur de jazz Grady Tate. Dans son approche du Jazz Manouche, il est influencé par le jeu et la technique du guitariste Biréli Lagrène.
Joscho joue aujourd'hui sur son modèle « signature » du luthier allemand Jürgen Volkert. Ce modèle, avec une bouche en D, s'inspire des guitares de type Selmer/Maccaferri qu'utilisait Django et utilise admirablement la technique main gauche à deux doigts très efficace, développée par Django Reinardt à la suite des conséquences de son accident de la main.
Très apprécié aux États-Unis d'Amérique, Joscho Stephan est régulièrement invité par le CAAS de Nashville. Sa musique bénéficie aujourd'hui de quelques influences issues de la technique de jeu en Picking telle que pratiquée par Tommy Emmanuel, Richard Smith et le regretté Chet Atkins.

## Discographie
- 2012 : Gypsy meets the Klezmer
- 2011 : Gypsy Meets Jazz
- 2010 : Django Nuevo
- 2007 : Joscho Stephan - Live In Concert (DVD)
- 2006 : Acoustic Live
- 2003 : Django Forever
- 2001 : Swing News
- 1999 : Swinging Strings